# العلاقات الفلبينية الكورية الشمالية
العلاقات الفلبينية الكورية الشمالية هي العلاقات الثنائية التي تجمع بين الفلبين وكوريا الشمالية.
الفلبين لديها سفير غير مقيم في بكين وكوريا الشمالية لديها تمثيل من خلال سفارتها في بانكوك وسفارتها المقيمة في هانوي.

## مقارنة بين البلدين
هذه مقارنة عامة ومرجعية للدولتين:
| وجه المقارنة                                              | الفلبين                       | كوريا الشمالية                        |
| --------------------------------------------------------- | ----------------------------- | ------------------------------------- |
| المساحة (كم2)                                             | 343.45 ألف                    | 120.54 ألف                            |
| عدد السكان (نسمة)                                         | 104.92 مليون                  | 25.49 مليون                           |
| الكثافة السكانية (ن./كم²)                                 | 305.49                        | 211.47                                |
| العاصمة                                                   | مانيلا                        | بيونغيانغ                             |
| اللغة الرسمية                                             | اللغة الفلبينية، لغة إنجليزية | لغة كوريا الشمالية القياسية ‏          |
| العملة                                                    | بيسو فلبيني                   | وون كوري شمالي                        |
| الناتج المحلي الإجمالي (بليون دولار)                      | 313.60 مليار                  |                                       |
| الناتج المحلي الإجمالي (تعادل القوة الشرائية) بليون دولار | 743.90 مليار                  |                                       |
| الناتج المحلي الإجمالي الاسمي للفرد دولار أمريكي          | 2.90 ألف                      |                                       |
| الناتج المحلي الإجمالي للفرد دولار أمريكي                 | 7.39 ألف                      |                                       |
| مؤشر التنمية البشرية                                      | 0.668                         |                                       |
| رمز المكالمات الدولي                                      | +63                           | +850                                  |
| رمز الإنترنت                                              | .ph                           | .kp                                   |
| المنطقة الزمنية                                           | توقيت الفلبين                 | ت ع م+08:30، ت ع م+08:30، ت ع م+09:00 |

## منظمات دولية مشتركة
يشترك البلدان في عضوية مجموعة من المنظمات الدولية، منها:
| علم المنظمة | اسم المنظمة                   | تاريخ انضمام الفلبين | تاريخ انضمام كوريا الشمالية |
| ----------- | ----------------------------- | -------------------- | --------------------------- |
|             | يونسكو                        | 21 نوفمبر 1946       | 18 أكتوبر 1974              |
|             | الاتحاد البريدي العالمي       | ?                    | ?                           |
|             | الاتحاد الدولي للاتصالات      | 25 مايو 1912         | ?                           |
|             | الأمم المتحدة                 | 24 أكتوبر 1945       | 17 سبتمبر 1991              |
|             | المنظمة الهيدروغرافية الدولية | ?                    | ?                           |
|             | منتدى آسيان الإقليمي ‏         | ?                    | ?                           |

## وصلات خارجية
- موقع وزارة الخارجية الفلبينية
- موقع وزارة الخارجية الكورية الشمالية